# ワールドホットライン
ワールドホットラインは、文化放送で1983年4月4日から1991年10月4日まで放送していたラジオ番組。

## 概要
日本が新しい1日を迎える早朝、欧米では1日の締めくくりの時間に当たる。その欧米を中心として、世界各地の放送局、新聞社、通信社のネットワークを駆使して、世界の一日を振り返る東京発の国際情報番組。世界各国のトピックや暮らし、季節の話題にも焦点を向けた。
文化放送の他、6:30（実際は6:31） - 6:55の時間帯はNRN系列の全国 民放ラジオ局で放送した。
本番組以降はNRNの全国ネットワーク枠を今日まで放送している。本番組 終了後は『寺島・藤井のジャストミート イン・ザ・ワールド』に引き継がれた。
1988年10月3日からはハワイのKOHOでも放送された。

## 放送時間
- 月曜日 - 金曜日 6:15 - 7:00

## キャスター
- 田中直毅（月・火、1986年9月まで）[2]
- 秦豊（月・火、1986年10月 - 1987年9月）
- 福岡政行（月・火、1987年10月 - 1989年9月）
- 藤井昇[注釈 1]（月・火、1989年10月 - ）
- 小林薫（水・木）[2]
- 牧野昇（金）[2]

## ネット局
放送時間はいずれも月曜日 - 金曜日 6:30 - 6:55。
- STVラジオ
- 秋田放送（1990年4月から）
- ラジオ福島（1991年4月から）
- 北日本放送（1991年4月から）
- 東海ラジオ（1990年10月から）
- KBS京都（1987年7月から）
- ラジオ大阪（1988年4月から）
- 山陰放送
- 山口放送（1988年4月から）
- 四国放送（1989年4月から）
- 西日本放送（1990年4月から）
- 南海放送（1988年10月から）
- 九州朝日放送（1988年4月から）
- 大分放送
- 長崎放送（1988年10月から）
- 熊本放送
- 宮崎放送
- ラジオ沖縄（1991年4月から）